# Persone di cognome Ortiz
| Questa pagina contiene informazioni ricavate automaticamente dalle voci biografiche con l'ausilio del template Bio e di un bot. L'aggiornamento è periodico e automatico e ricostruisce completamente la pagina. Se manca una persona in questa lista, sei pregato di non aggiungerla, ma accertati piuttosto che la sua voce biografica contenga il template Bio e che i dati anagrafici siano correttamente compilati. Se il template Bio manca, inseriscilo tu stesso o, in alternativa, metti l'avviso {{tmp\|Bio}} che ne segnala la mancanza. Se i dati riportati sono sbagliati, correggi direttamente la voce biografica; le modifiche saranno visibili in questa lista entro pochi giorni. Per chiarimenti vedi il progetto antroponimi. La lista contiene solo le 51 persone che sono citate nell'enciclopedia e per le quali è stato implementato correttamente il template Bio. Pagina aggiornata al 23 lug 2025. |

Questa è una lista di persone presenti nell'enciclopedia che hanno il cognome Ortiz, suddivise per attività principale.

## Allenatori di calcio(2)
- Fernando Ortiz, allenatore di calcio e ex calciatore argentino (Corral de Bustos, n. 1977)
- Darío Ortiz, allenatore di calcio e ex calciatore argentino (Godoy Cruz, n. 1967)

## Artisti marziali misti(2)
- Dustin Ortiz, artista marziale misto statunitense (Goshen, n. 1988)
- Tito Ortiz, artista marziale misto e wrestler statunitense (Huntington Beach, n. 1975)

## Attori(4)
- Elin Ortiz, attore, comico e produttore cinematografico portoricano (Ponce, n. 1934 - Miami, † 2016)
- Francisco Ortiz, attore spagnolo (Madrid, n. 1986)
- John Ortiz, attore statunitense (New York, n. 1968)
- Victor Ortiz, attore e pugile statunitense (Garden City, n. 1987)

## Attrici(4)
- Jaina Lee Ortiz, attrice statunitense (Fort Ord, n. 1986)
- Mecha Ortiz, attrice argentina (Buenos Aires, n. 1900 - Buenos Aires, † 1987)
- Vico Ortiz, attrice e attivista portoricana (San Juan, n. 1991)
- Valery Ortiz, attrice e modella portoricana (San Juan, n. 1984)

## Batteristi(1)
- Robert Ortiz, batterista e compositore statunitense (El Paso, n. 1987)

## Bibliotecarie(1)
- Maria Ortiz, bibliotecaria, traduttrice e critica letteraria italiana (Chieti, n. 1881 - Roma, † 1959)

## Calciatori(12)
- Álex Ortiz, ex calciatore spagnolo (Siviglia, n. 1985)
- Christian Ortiz, calciatore argentino (Rosario, n. 1992)
- Enzo Ortiz, calciatore argentino (Córdoba, n. 1997)
- Guillermo Luis Ortiz, calciatore argentino (Rosario, n. 1992)
- Héctor Benítez Ortiz, ex calciatore messicano (n. 1928)
- Jorge Ortiz, ex calciatore argentino (Castelar, n. 1984)
- Kevin Ortiz, calciatore argentino (Roldán, n. 2000)
- Marcelo Ortiz, calciatore argentino (Corrientes, n. 1994)
- Mauro Ortiz, calciatore argentino (La Plata, n. 1994)
- Nery Ortiz, ex calciatore paraguaiano (n. 1973)
- Oscar Ortiz, ex calciatore argentino (Chacabuco, n. 1953)
- Ángel Ortiz, ex calciatore paraguaiano (Areguá, n. 1977)

## Cantanti(1)
- Einar, cantante cubano (Santiago di Cuba, n. 1993)

## Cestiste(1)
- Julia Ortiz, cestista paraguaiana (Asunción, n. 1936 - † 2017)

## Cestisti(2)
- Christopher Ortiz, cestista statunitense (Brooklyn, n. 1993)
- Constancio Ortiz, ex cestista filippino (Manila, n. 1937)

## Compositori(2)
- Diego Ortiz, compositore, musicologo e gambista spagnolo (Toledo, n. 1510 - Roma, † 1576)
- Rafael Ortiz, compositore e chitarrista cubano (Cienfuegos, n. 1908 - L'Avana, † 1994)

## Filologi(1)
- Ramiro Ortiz, filologo e linguista italiano (Chieti, n. 1879 - Padova, † 1947)

## Fumettisti(1)
- José Ortiz, fumettista spagnolo (Cartagena, n. 1932 - Valencia, † 2013)

## Hockeisti su prato(1)
- Ignacio Ortiz, hockeista su prato argentino (n. 1987)

## Pedagogisti(1)
- José Joaquín Ortiz, pedagogista colombiano (Tunja, n. 1814 - Bogotà, † 1892)

## Percussionisti(1)
- Alfredo Ortiz, percussionista e batterista statunitense (Los Angeles)

## Pittori(1)
- Angel Ortiz, pittore e writer statunitense (New York, n. 1967)

## Politici(3)
- Manuel Antonio Ortiz, politico paraguaiano
- Roberto Marcelino Ortiz, politico argentino (Buenos Aires, n. 1886 - Buenos Aires, † 1942)
- Solomon Ortiz, politico statunitense (Robstown, n. 1937)

## Pugili(3)
- Carlos Ortiz, pugile portoricano (Ponce, n. 1936 - New York, † 2022)
- Luís Ortiz, pugile cubano (Camagüey, n. 1979)
- Manuel Ortiz, pugile statunitense (El Centro, n. 1916 - San Diego, † 1970)

## Rapper(1)
- Joell Ortiz, rapper statunitense (New York, n. 1980)

## Registi(1)
- Isidro Ortiz, regista spagnolo (Plasencia, n. 1963)

## Sovrane(1)
- Letizia Ortiz, regina spagnola (Oviedo, n. 1972)

## Tennisti(1)
- Óscar Ortiz, ex tennista messicano (Città del Messico, n. 1973)

## Tuffatrici(1)
- Tatiana Ortiz, tuffatrice messicana (Città del Messico, n. 1984)

## Umanisti(2)
- Alonso Ortiz, umanista spagnolo (Villarrobledo, n. 1455 - † 1507)
- Blas Ortiz, umanista spagnolo (Villarrobledo, n. 1485 - Toledo, † 1552)